# پرو، شهرستان پورتیج، ویسکانسین
پرو (به انگلیسی: Peru) یک منطقهٔ مسکونی در ایالات متحده آمریکا است که در شهرستان پورتیج، ویسکانسین واقع شده‌است. پرو ۳۳۸٫۹۴ متر بالاتر از سطح دریا واقع شده‌است.